# Фотин (стратег)
Фотин (греч. Φωτεινός) — византийский командир и стратиг, действовавший в 820-х годах.

## Биография
Впервые он упоминается после завоевания мусульманами острова Крит в середине 820-х годов. В то время он был стратегом фемы Анатолик, и император Михаил II Травл (пр. 820—829 гг.) поручил ему вернуть остров под власть империи. Позже по его просьбе он был усилен войсками протоспафария Дамиана. Однако оба потерпели поражение от арабов: Дамиан погиб, а Фотину едва удалось спастись.
Несмотря на эту неудачу, вскоре его отправили на Сицилию в качестве её стратега, чтобы противостоять восстанию турмархов Ефимия и переходу местного населения на сторону Аглабидов. Вероятно, он был преемником стратега Константина Суды, которого убил Евфимий, но некоторые ученые отождествляют этих двух мужчин. Греческий историк Христос Макрипульас считает это крайне маловероятным, и что Фотин, должно быть, был назначен стратегом на Сицилию до экспедиции на Крит.
Ничего не известно о Фотине после его отправки на остров.
Был прадедом четвёртой жены императора Льва VI Мудрого (пр. 886—912 гг) Зои Карбонопсины.